# Zorggroep Apeldoorn
Zorggroep Apeldoorn is een zorgorganisatie in en rond Apeldoorn.
Grote locaties zijn verpleeghuis Randerode, nabij Gelre ziekenhuizen Apeldoorn en verpleeghuis Casa Bonita. Randerode is het grootste verpleeghuis van Nederland en heeft een capaciteit van ruim driehonderd bedden. Ook Het Zonnehuis in Beekbergen is een van de locaties van de zorggroep. Dit is het oudste, nog als zodanig functionerende, verpleeghuis van Nederland.

## Enkele locaties uitgelicht

### Het Zonnehuis
Het Zonnehuis is geopend in 1929 en is ontstaan nadat mevr. Jo Visser de vereniging het Zonnehuis heeft opgericht. In 1938 heeft er een uitbreiding plaatsgevonden, omdat er veel zorgvragers waren. Na deze uitbreiding kon Het Zonnehuis 120 zorgvragers verplegen, een groot aantal voor die tijd. Tijdens de Tweede Wereldoorlog heeft het Zonnehuis dienstgedaan als noodhospitaal en zijn er veel gewonde Arnhemse evacués verzorgd.
Op 18 oktober 1976 begon men met de sloop van het oude gebouw, omdat begin jaren 70 was gebleken dat het gebouw niet meer voldeed aan de toenmalige eisen. Het huidige gebouw is op 30 mei 1978 in gebruik genomen.
Na een grondige renovatie eind jaren 90 is er een afdeling geopend speciaal voor psychogeriatrische patiënten (dementerenden), tevens is er een afdeling gekomen voor jongeren tot een leeftijd van 50 jaar. Voorheen bood Het Zonnehuis vooral hulp aan mensen met somatische aandoeningen.
Tot 2001 werd Het Zonnehuis bestuurd door vereniging "Het Zonnehuis", maar is daarna zelfstandig verdergegaan. In 2007 is Het Zonnehuis gefuseerd met o.a. Randerode en Casa Bonita om verder te gaan als Zorggroep Apeldoorn. Tot op heden heeft Het Zonnehuis nog steeds banden met vereniging "Het Zonnehuis" en is Zorggroep Apeldoorn lid van de Zonnehuisgroep.

### Randerode
Randerode is begonnen in 1953 aan de Loolaan te Apeldoorn in twee oude villa's, verbonden door een verbindingsgang. In 1976 is Randerode verhuisd naar de huidige locatie aan de Zuster Meyboomlaan, naast het Gelre ziekenhuis Apeldoorn (voorheen Lukas ziekenhuis).
Op 17 augustus 1981 zijn de oude villa's aan de Loolaan deels door brand verwoest. Door de locatie naast het Gelre ziekenhuis Apeldoorn is Randerode zich gaan specialiseren in ziekenhuisverplaatste zorg. De twee gebouwen zijn met elkaar verbonden d.m.v. een gang. Randerode is pas nog gerenoveerd om met de huidige tijd mee te gaan. Dit verpleeghuis biedt zorg aan o.a. psychogeriatrische, somatische cliënten en biedt kortdurende revalidatie zorg.
In 2007 is Randerode gefuseerd met verschillende zorginstellingen rondom Apeldoorn onder de naam Zorggroep Apeldoorn. Achter Randerode bevinden zich de meeste kantoorpanden, alsmede de administratie van de Zorggroep.
Naast zorg in deze en andere groepslocaties, biedt Zorgroep Apeldoorn ook poliklinische zorg en zorg aan huis (thuiszorg).

### De Vier Dorpen
De Vier Dorpen is een woonzorgcentrum gelegen aan de rand van Beekbergen. Het is ooit begonnen als een bejaardentehuis later een verzorgingshuis en nu dus een woonzorgcentrum. De Vier Dorpen heeft een capaciteit van vijfenzestig bedden en beschikt naast eenpersoonskamers ook vier tweepersoonskamer voor echtparen. Rond om het hoofdgebouw bevinden zich aanleunwoningen, hier wordt geen zorg geboden door medewerkers van de locatie. Deze woningen vallen onder de thuiszorg. Wel zijn de aanleunwoning aangesloten op het belsysteem, zodat er bij calamiteiten hulp vanuit het hoofdgebouw kan worden verleend.
De Vier Dorpen is begin jaren 70 gebouwd, de grond waarop De Vier Dorpen staat was van mejuffrouw J.H.C. Ooster. Deze mejuffrouw heeft bepaald dat bij de verkoop van haar grondgebied de helft moest worden gebruikt voor de bouw van een bejaardentehuis.
De naam van dit woonzorgcentrum is afgeleid van de vier dorpen eromheen: Beekbergen, Loenen, Hoenderloo en Klarenbeek. Voorheen kwamen mensen uit deze dorpen in De Vier Dorpen "wonen". Tegenwoordig geldt deze voorwaarde niet meer.
De Vier Dorpen biedt plaats aan de volgende groep patiënten: mensen met beginnende dementie, Parkinson en chronische lichamelijke aandoeningen. Ook biedt De Vier Dorpen de mogelijkheid voor tijdelijke opnamen zorg. Er is ook een verpleegunit: De Hilde. hier wordt zorg geboden aan dementerende patiënten. Dit is een gesloten afdeling. Op De Hilde kunnen vijftien cliënten worden verpleegd.

## Locaties
- Randerode (Apeldoorn)
- Winkewijert (Apeldoorn)
- Het Zonnehuis (Beekbergen)
- Hospice De Spreng (Beekbergen)
- Casa Bonita (Apeldoorn)
- Bij 1419 (Apeldoorn)
- Bij Radio Kootwijk (Apeldoorn)
- De Vier Dorpen (Beekbergen)
- De Viermaster (Apeldoorn)
- De Windkanter (Apeldoorn)
- Woonhaven (Apeldoorn)
- Pachterserf (Apeldoorn)
- Heerenhof (Apeldoorn)
- De Hofstede (Twello)
- Avondzon (woonzorgunit in woonzorgcentrum Avondzon van KleinGeluk in Apeldoorn)
- Weber (woonzorgunit in woonzorgcentrum De Beekwal van Riwis in Eerbeek)
- Assenrade (woonzorgunit in woonzorgcentrum Tolzicht van Riwis in Brummen)

## Zorgvormen
- Wonen met zorg

- Kortdurende zorg:

– revalidatiezorg
– herstelzorg
– respijtzorg, het tijdelijk inzetten van vervangende mantelzorg
– palliatieve zorg, zorg en ondersteuning in de laatste levensfase in ons hospice de Spreng
- Thuis met ondersteuning